# IP network multipathing
IP network multipathing чи IPMP функція що надається системою Solaris для того щоб забезпечити відмовостійкість та розподіл навантаження на мережевих платах. З IPMP, дві чи більше карт присвоюються кожній мережі до якої приєднується хост. Кожен інтерфейс отримує статичну «тестову» IP адресу. Коли відбувається відмова інтерфейсу, його віртуальні IP-адреси замінюються на адреси працюючих інтерфейсів в тій самій IPMP-групі.
Функція розподілення навантаження в IPMP збільшує пропускну здатність машини розподіляючи вихідне навантаження на всі карти в одній IPMP групі.
in.mpathd — демон в Solaris що відповідає за функціонал IPMP.